# Tephrina deerraria
Tephrina deerraria är en fjärilsart som beskrevs av Walker 1861. Tephrina deerraria ingår i släktet Tephrina och familjen mätare. Inga underarter finns listade i Catalogue of Life.